# Bobrynec
Bobrynec (ukrajinsky Бобринець, rusky Бобринец – Bobriněc) je město v Kirovohradské oblasti na Ukrajině. Leží v jižní části oblasti zhruba 53 kilometrů na jih od Kropyvnyckého, hlavního města oblasti, a v roce 2013 v něm žilo 10 998 obyvatel.